# شاپرک‌های گیاه‌پر
شاپرک‌های گیاه‌پر (نام علمی: Endromididae) نام یک تیره از راسته پروانه‌سانان است.